# Zabrđe (Plužine)
Pour les articles homonymes, voir Zabrđe.
Zabrđe (en serbe cyrillique : Забрђе) est un village de l'ouest du Monténégro, dans la municipalité de Plužine.

## Démographie

### Évolution historique de la population
| 1948 | 1953 | 1961 | 1971 | 1981 | 1991 | 2003 |
| ---- | ---- | ---- | ---- | ---- | ---- | ---- |
| 121  | 124  | 127  | 96   | 76   | 49   | 31   |